# Premis YoGa 2001
Els 12è Premis YoGa foren concedits al "pitjoret" de la producció cinematogràfica de 2000 per Catacric la nit de l'1 de febrer de 2001 "en un lloc cèntric de Barcelona" per un jurat anònim que ha tingut en compte les apreciacions, comentaris i suggeriments dels lectors de la seva web.

## Guardonats
| Secció           | Premi                      | Nom                                     | Guanyador                                                                                       |
| ---------------- | -------------------------- | --------------------------------------- | ----------------------------------------------------------------------------------------------- |
| Cinema estranger | Pitjor pel·lícula          | "Los restos del naufragio"              | What Lies Beneath                                                                               |
| Cinema estranger | Pitjor director (ex aequo) | "Malavista Social Club"                 | Wim Wenders, per The Million Dollar Hotel                                                       |
| Cinema estranger | Pitjor director (ex aequo) | "Malavista Social Club"                 | Jane Campion, per Holy Smoke                                                                    |
| Cinema estranger | Pitjor actor               | "Granuja de mucho pelo"                 | John Travolta, per Camp de batalla: la Terra                                                    |
| Cinema estranger | Pitjor actriu              | "Yo, yo misma y mi morro"               | Angelina Jolie, per Innocència interrompuda, Gone in Sixty Seconds i El col·leccionista d'ossos |
| Cinema espanyol  | Pitjor pel·lícula          | "Is cary this movie"                    | Sabotage!!                                                                                      |
| Cinema espanyol  | Pitjor direcció            | "Azezinoz natoz"                        | Álvaro Fernández Armero, per El arte de morir                                                   |
| Cinema espanyol  | Pitjor actor               | "¡Ja me maaten...!"                     | Joaquín Cortés, per Gitano                                                                      |
| Cinema espanyol  | Pitjor actriu              | "Presa de la compresa"                  | Silke, per Km. 0, ¿Tú qué harías por amor? i Almejas y mejillones                               |
| Especials        | Uno de los nuestros        | "El Parada de los monstruos"            | Cine de barrio                                                                                  |
| Especials        | Cultura                    | "La Falla en Sevilla es pura maravilla" | Missió: Impossible II                                                                           |
| Especials        | Autoestima                 | "Fumando espero el Oscar que yo quiero" | You're the One (una historia de entonces)                                                       |
| Especials        | Mención                    | "Catalan Psycho"                        | Antoni Ribas, per Terra de canons                                                               |